# アリスフロムジャパン
アリスフロムジャパン（英:ALICE FROM JAPAN）は、美少女ゲームやテレビアニメのオープニング・エンディングなどのムービを手掛ける映像デザイン事務所。

## 作品

### テレビアニメ
2011年
- 神様ドォルズ
  - オープニング映像監督

2013年
- ダンガンロンパ 希望の学園と絶望の高校生 The Animation
  - オープニング映像監督
- 機巧少女は傷つかない
  - エンディング映像監督
- メガネブ!
  - オープニング映像監督・絵コンテ、エンディング映像監督・演出、ビジュアル演出、モーショングラフィックス

2014年
- ディーふらぐ!
  - オープニング映像監督・絵コンテ
- うーさーのその日暮らし 覚醒編
  - オープニング・エンディング映像監督
- マンガ家さんとアシスタントさんと
  - タイトルロゴ
- Re:␣ ハマトラ
  - 映像ディレクション

### OVA
2011年
- カーニバル・ファンタズム
  - プロモーション映像監督

### Webアニメ
- ワルプルギスナイトフィーバー
  - オープニング映像監督

### コンシューマーゲーム
2009年
- 探偵 神宮寺三郎 灰とダイヤモンド
  - オープニング映像監督

2011年
- WHITE HEAVEN
  - オープニング映像監督

2012年
- 文明開華 葵座異聞録 再演
  - 映像監督
- 華アワセ 蛟編
  - 映像監督、公式サイトウェブデザイン[1]

2013年
- 明治東亰恋伽
  - オープニング映像監督

2014年
- 幕末Rock
  - 映像監督[2]
- 華アワセ 姫空木編
  - 映像監督

### アダルトゲーム
2005年
- 虹の彼方に[3]
  - デザイン

2007年
- 天使のたまご
  - ムービー、デザイン
- 明日の君と逢うために
  - ムービー
- こいびとどうしですることぜんぶ
  - ムービー、アートディレクション[4]

2008年
- 春色桜瀬
  - ムービーディレクション
- 明日の七海と逢うために
  - ムービーディレクション

2009年
- echo.
  - ムービー製作

### 携帯コンテンツ
2011年
- 明治東亰恋伽
  - オープニング映像監督